# Сан-Мартинью-де-Сардора
Сан-Мартинью-де-Сардора (порт. São Martinho de Sardoura)  —  район (фрегезия) в Португалии,  входит в округ Авейру. Является составной частью муниципалитета  Каштелу-де-Пайва. По старому административному делению входил в провинцию Дору-Литорал. Входит в экономико-статистический  субрегион Тамега, который входит в Северный регион. Население составляет 1931 человек. Занимает площадь 3,75 км².